# Serbski institut
Serbski institut (dolno- i górnołuż. Serbski institut, niem. Sorbisches Institut) – samorządowa interdyscyplinarna jednostka naukowa niemieckich krajów związkowych Saksonii i Brandenburgii prowadząca badania nad językami, historią i kulturą Serbów łużyckich.
Institut jest spadkobiercą tradycji organizacji Institut za serbski ludospyt (niem. Institut für sorbische Volksforschung, „Instytut Serbołużyckich Studiów Ludowych”) powstałej w 1951 roku z sekcji naukowej Domowiny i stowarzyszonej w Niemieckiej Akademii Nauk (po 1972 Akademii Nauk NRD). W obecnej formie stowarzyszenia został utworzony 1 stycznia 1992 roku. Siedzibą Institutu został Budziszyn w Górnych Łużycach z oddziałem w Chociebużu w Łużycach Dolnych.
Jednostka gromadzi, archiwizuje, opracowuje stosowne zbiory, a także udostępnia je na zewnątrz. Prowadzi badania interdyscyplinarne, porównując sytuację Serbołużyczan z innymi małymi społecznościami językowymi na terenie Europy. Praca Institutu prowadzona jest dwutorowo – w kierunku badań nad miejscową kulturą oraz w kierunku praktycznego wsparcia nauki języków łużyckich i ich promocji.
Organizacyjnie Insitut podzielony jest na trzy wydziały działające niezależnie w dwóch siedzibach. Są to wydziały: kulturoznawczy, językoznawczy oraz rozwoju regionalnego i ochrony mniejszości.
Institut wydaje periodyki „Lětopis” (od 1952) oraz „Spisy Serbskeho instituta” (od 1954), a także prowadzi archiwum (Serbski kulturny archiw) gromadzące m.in. dokumenty łużyckich organizacji takich jak Domowina, Maćica Serbska, Sokoł czy dawne stowarzyszenia studenckie. Kieruje także pracami biblioteki (Serbska centralna biblioteka) uruchomionej w 1949 roku na bazie pozostałości księgozbioru Maćicy Serbskiej i od 1958 roku regularnie uzupełnianej o publikacje wydawnictwa Domowiny. Institut jest również aktywny w sferze cyfrowej – prowadzi portale internetowe dolnoserbski.de (niedersorbisch.de) oraz hornjoserbsce.de (obersorbisch.de) zawierające m.in. słowniki dwujęzyczne, ortograficzny, leksykon onomastyczny, zbiór z zakresu fonetyki itd. Prowadzi też portal sorabicon.de, który oferuje m.in. dostęp do zdigitalizowanych historycznych dzieł traktujących o Serbołużyczanach takich jak „Statistika łužiskich Serbow” Arnošta Muki czy „Pamiętniki z Herrnhut” Agnes Sauer.